# VTV5 Tây Nguyên
VTV5 Tây Nguyên là kênh truyền hình tiếng dân tộc khu vực Tây Nguyên của Đài Truyền hình Việt Nam, phát sóng chính thức từ ngày 17 tháng 10 năm 2016. Kênh VTV5 Tây Nguyên đóng vai trò là cầu nối cho người dân thuộc các dân tộc vùng Tây Nguyên và Nam Trung Bộ, đồng thời kênh cũng được huy động truyền hình trực tiếp một số sự kiện lớn. Các chương trình tiếng dân tộc thiểu số được phát sóng từ 05:00 đến 09:00 và từ 13:30 đến 16:30, thời lượng còn lại dành cho các chương trình tiếng Việt.

## Lịch sử
- Ngày 1 tháng 10 năm 2016: Thành lập cơ quan thường trú khu vực Tây Nguyên thuộc Ban Truyền hình Tiếng Dân tộc - Đài Truyền hình Việt Nam.
- Ngày 17 tháng 10 năm 2016: Phát sóng kênh truyền hình quốc gia VTV5 Tây Nguyên và khánh thành Trạm phát sóng DVB-T2 tại thành phố Buôn Ma Thuột, tỉnh Đắk Lắk.[1] Kênh được phát sóng 24/24h, tổng khống chế được đặt tại Hà Nội.
- Ngày 6 tháng 1 năm 2018: Kênh được phát dưới định dạng HD trên K305 - Truyền hình số của VTVCab toàn quốc.
- Ngày 10 tháng 5 năm 2020: Thành lập văn phòng khu vực Tây Nguyên thuộc Trung tâm Truyền hình Việt Nam khu vực miền Trung - Tây Nguyên.[2]
- Ngày 26 tháng 10 năm 2022: Kênh được phát dưới định dạng HD trên K26 - truyền hình số mặt đất của VTV tại Đắk Lắk.
- Từ cuối năm 2022, kênh bắt đầu được lên sóng trên các hạ tầng khác như FPT Play, TV360, MyTV,... Đồng thời, trong năm 2023, kênh bắt đầu được lần lượt lên định dạng HD trên từng hạ tầng.
- Ngày 13 tháng 4 năm 2023, kênh chính thức được phát sóng chuẩn HD trên ứng dụng VTVgo và trang báo điện tử vtv.vn.

## Thời lượng phát sóng
- 17 tháng 10, 2016 - 18 tháng 3, 2020 và 1 tháng 5, 2020 - nay: 24/24h.
- 19 tháng 3, 2020 - 30 tháng 4, 2020: 05:00 - 24:00 hằng ngày.